# ものまねタレント

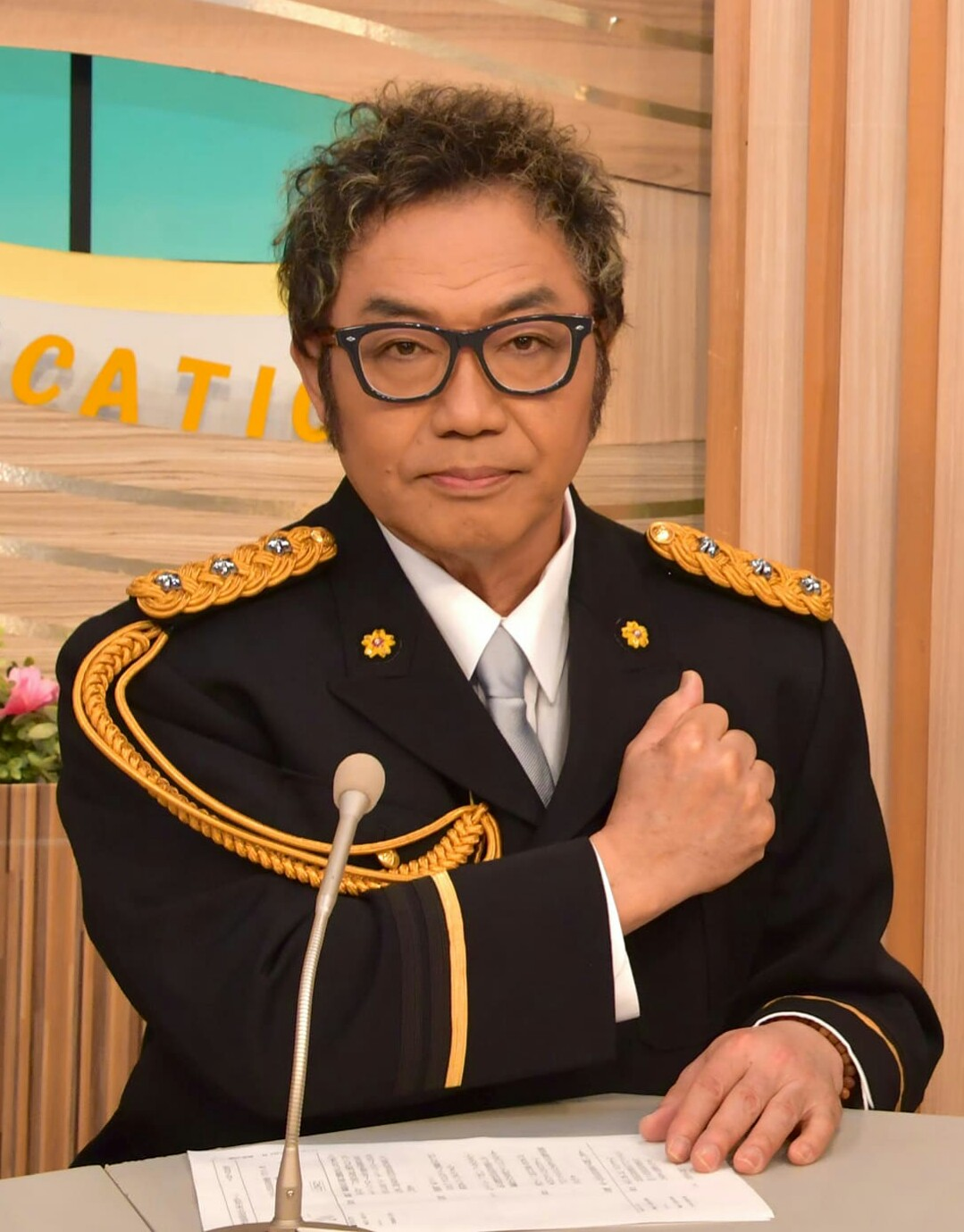
警察官の衣装を着て特殊詐欺防止を呼びかける日本のコロッケ（2020年）

ものまねタレントとは、物真似を演芸・ショー・テレビ番組などのネタとする芸能人を指す。ものまね芸人とも言われる。

## ものまねタレント（物まね師）
特に現代の日本においては、物真似を得意にする一部のお笑い芸人や演歌歌手等との分類が曖昧になってきているが、テレビ番組で物真似を披露するタレントが一般的に「ものまねタレント」と認識される。
出演料の目安として現状では、派遣会社による出演料が15万円〜20万円で売れていないお笑い芸人と同レベルの固定給料で運営されている。
所得税法では「物まね師」の表記が使われている。

## インパーソネーター

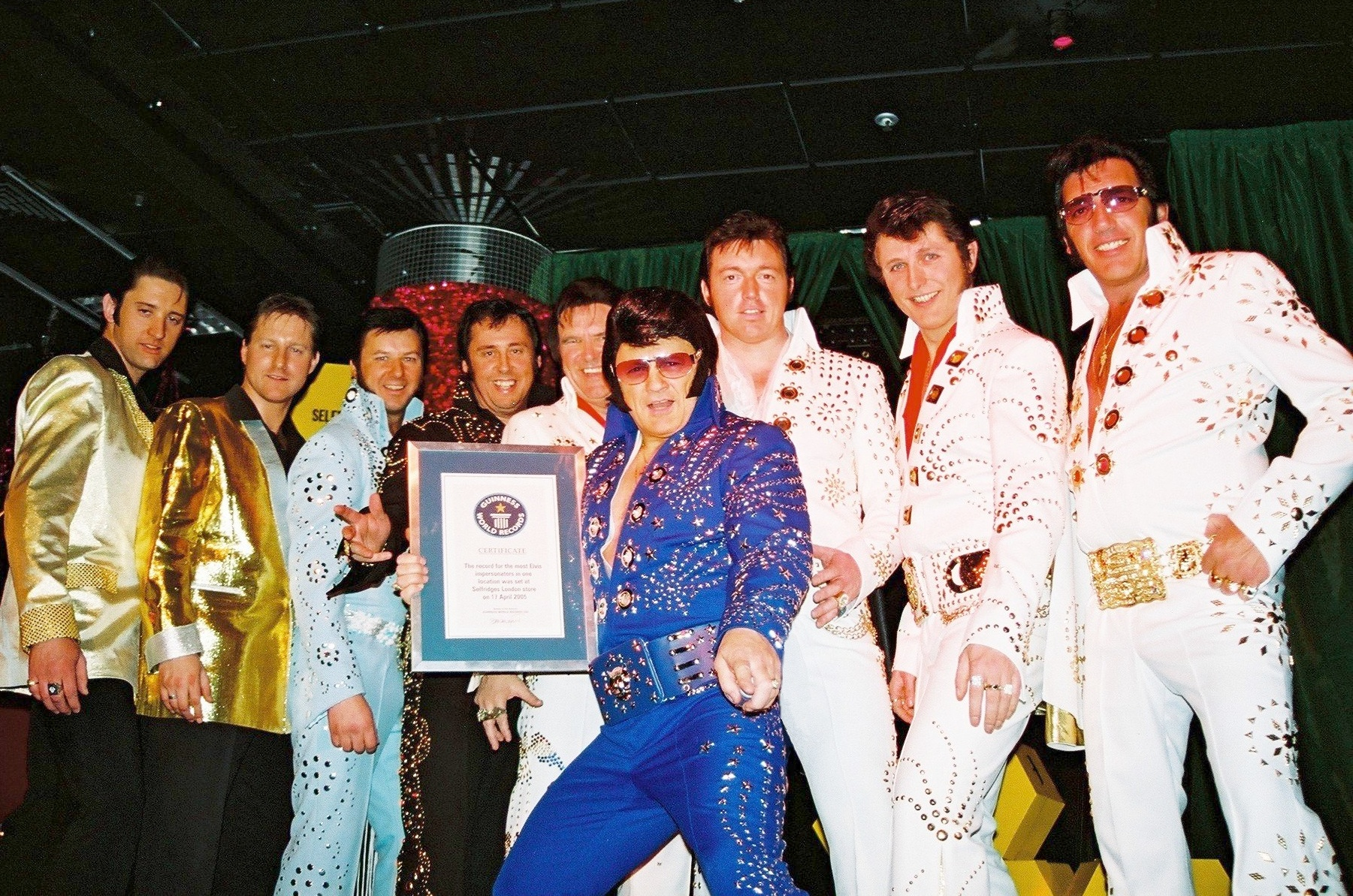
歌手エルビス・プレスリーのインパーソネーターが多数集まったギネス記録（2005年）

アメリカ合衆国では、同様の人物はimpressionistやimpersonator等と呼ばれ、話題になっているセレブリティをコメディ番組で揶揄する目的で真似することが多い。著名な人物にジョン・F・ケネディの物真似で一世を風靡したヴォーン・ミーダーがいる。
インパーソネーターを題材にした映画に『ミスター・ロンリー』や『プレスリーVSミイラ男』『トラブル IN ベガス』等がある。
マイケル・ジャクソンの物真似で知られるマイコーりょうは、アメリカから帰国した際に日本には「（誇張をせず、お笑い要素のないパフォーマーとしての）インパーソネーター」というジャンルは確立されていなかったので定着させたかったとしており、日本で最初にインパーソネーターと名乗りあげた人物だとされている。その影響で2009年頃から日本の一部メディアがなりきりタレントを「インパーソネーター」と表すようになった。
日本での先駆者には1980年代にエルビス・プレスリーのなりきり芸で活躍した歌手の伊藤聖史がいる。

### 演歌・歌謡曲系のなりきり芸

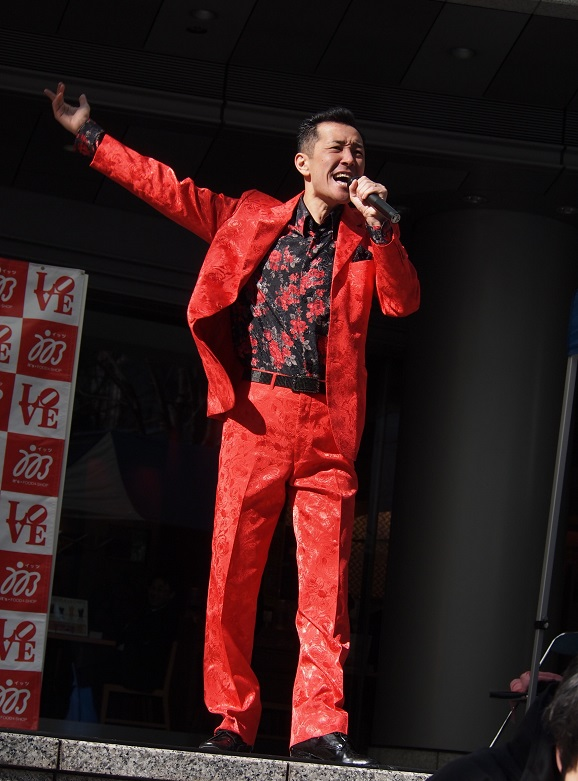
歌手・田原俊彦の顔そっくりさん 原俊作

欧米の概念としてのインパーソネーターとは別に、日本では昭和後期あたりから郷ひろみのなりきり芸人若人あきらのように、一人の人気歌手の物真似に特化したタレントが地方営業を中心に活動することが定着している。多くの場合、本物をもじった芸名をつけるのが習わしとなっている。代表的な人物に森進伍（森進一）、一木ひろし・三木ひろし（五木ひろし）、竹原ひろみ（郷ひろみ）、神田聖子・まねだ聖子（松田聖子）、後川清（前川清）らがいる。

### スポーツ選手のなりきり芸
トリオ・ザ・ミミック、関根勤、鈴木末吉のように、持ちネタの一つとしてスポーツ選手やプロレスラーを物真似するタレントはいたが、昭和後期〜平成時代になり野球・プロレスを中心にスポーツ選手のなりきり芸人が続出した。代表的な人物にプリティ長嶋（長嶋茂雄）、ドン川上（川上哲治）、春一番・アントニオ小猪木・アントキの猪木（アントニオ猪木）、長州小力（長州力）、じゅんいちダビッドソン（本田圭佑）らがいる。上記の者たちが基本的に声帯模写であるのに対し、しゃべりを得意とせず、動作や顔真似のみの者も存在する。代表的な人物にニッチロー'（イチロー）、リトル清原（清原和博）らがいる。また、なりきり芸で注目された後に物真似以外の芸でも成功したはなわ（松井秀喜）のようなパターンもある。

### 偽物役者
また、昭和前期には物真似であることを公表せずに本物と偽って活動する者も存在した。代表的な人物としてエノケンこと榎本健一の偽物「エノケソ」（えのけそ）や「土ノケン」がおり、一座を率いて活動をしていた。2016年には三谷幸喜作・市川猿之助主演による舞台『エノケソ一代記』の題材にもなった。

### ギャラリー

※名称は真似されている対象の人物のもの
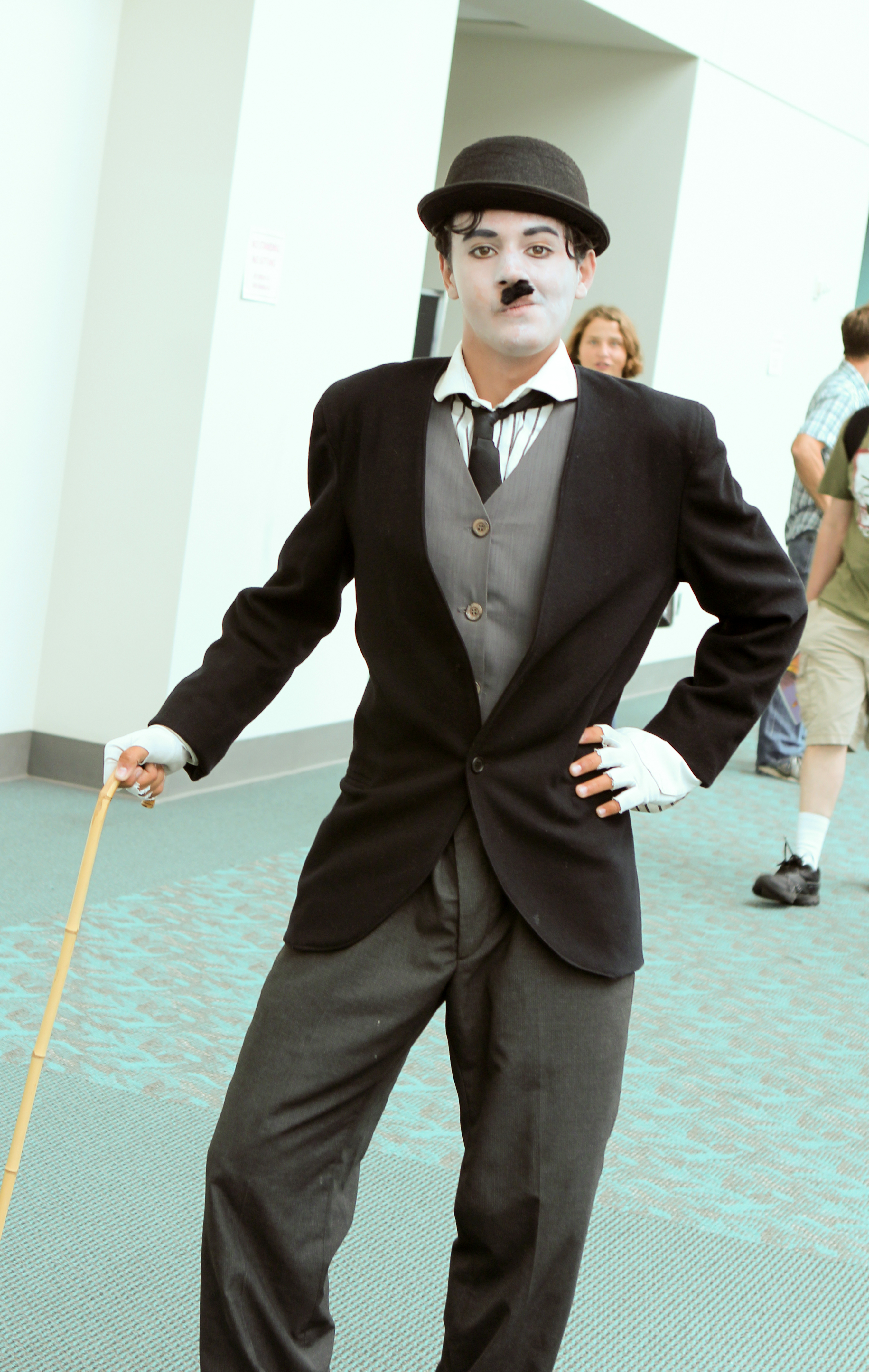
チャールズ・チャップリン
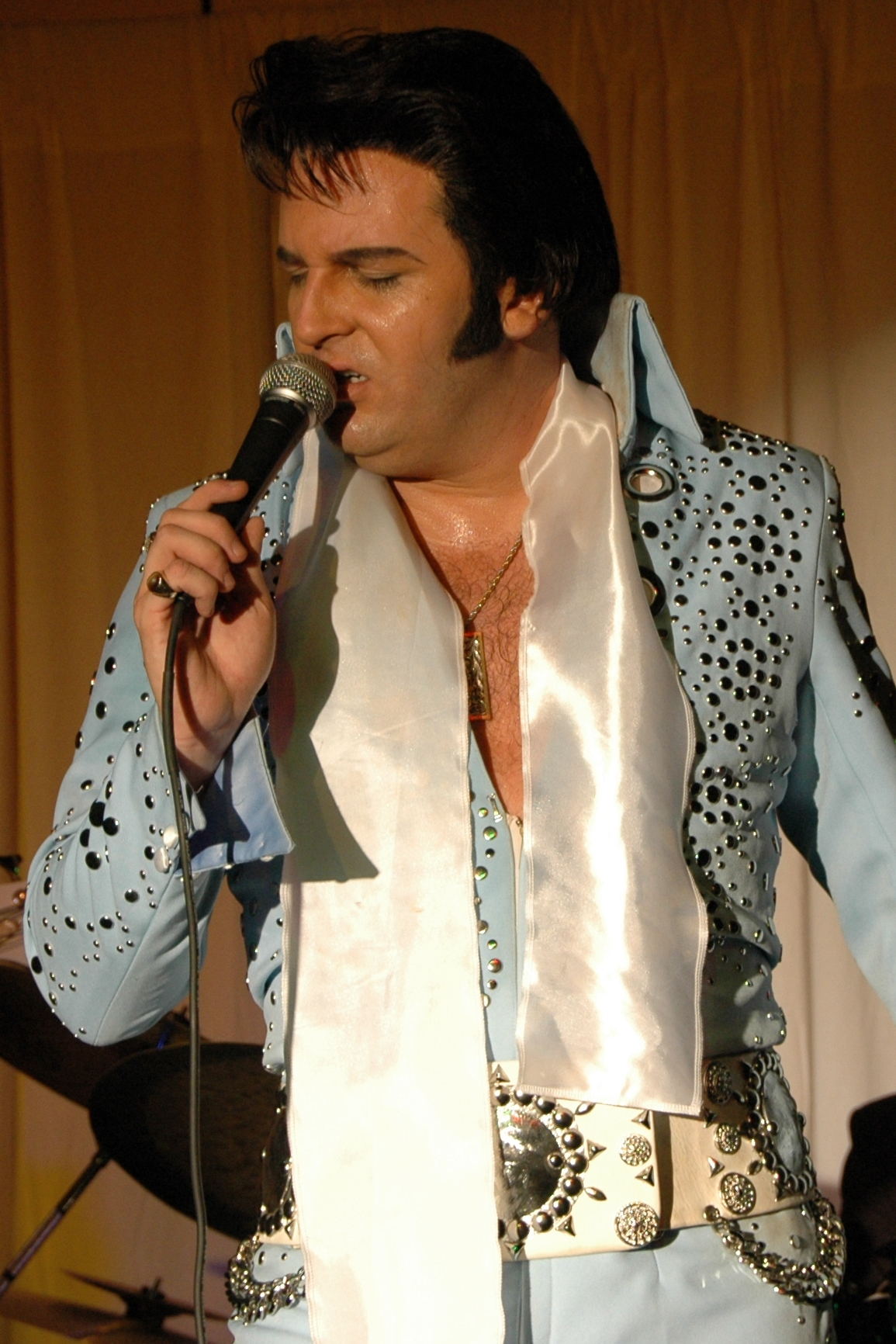
エルビス・プレスリー
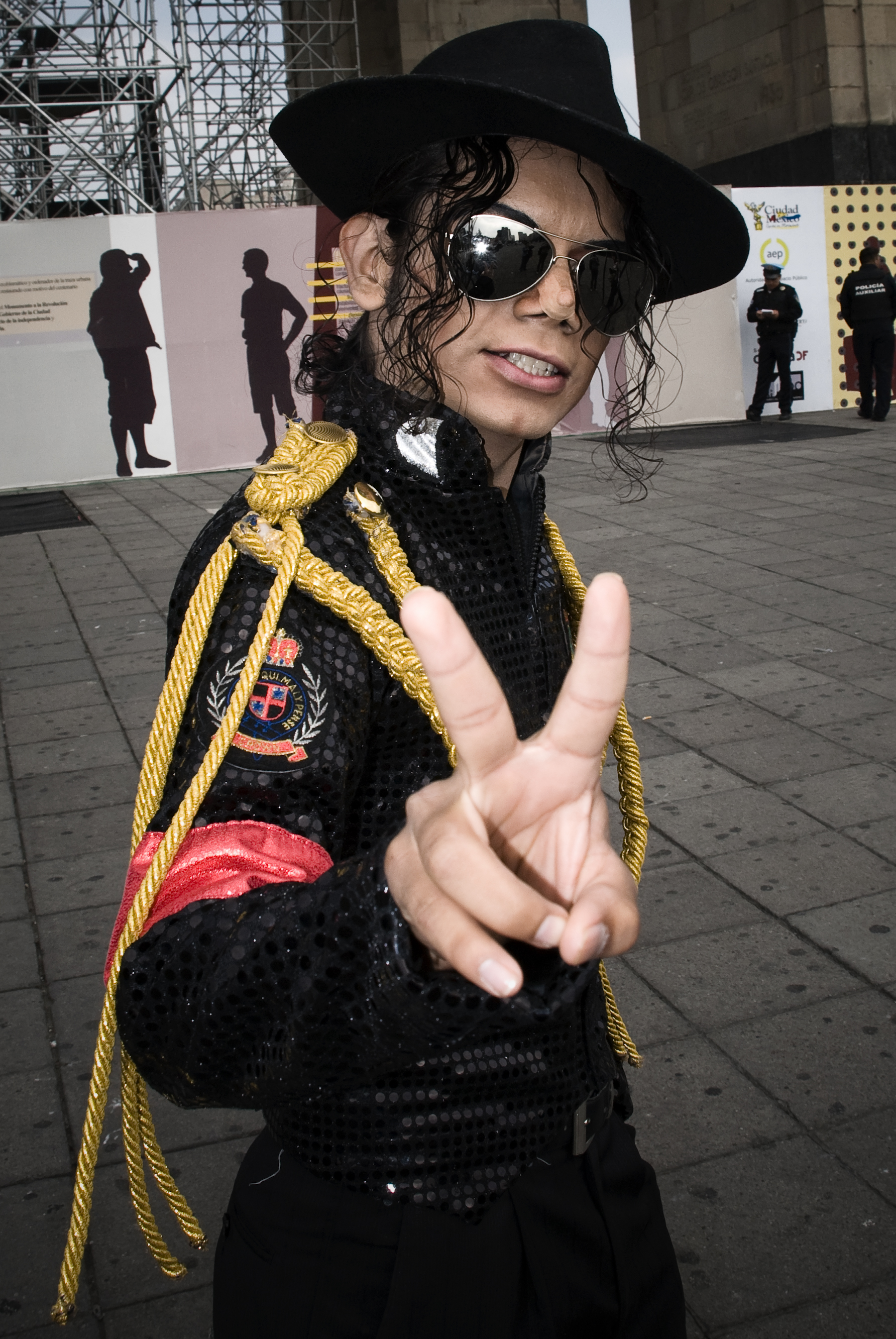
マイケル・ジャクソン
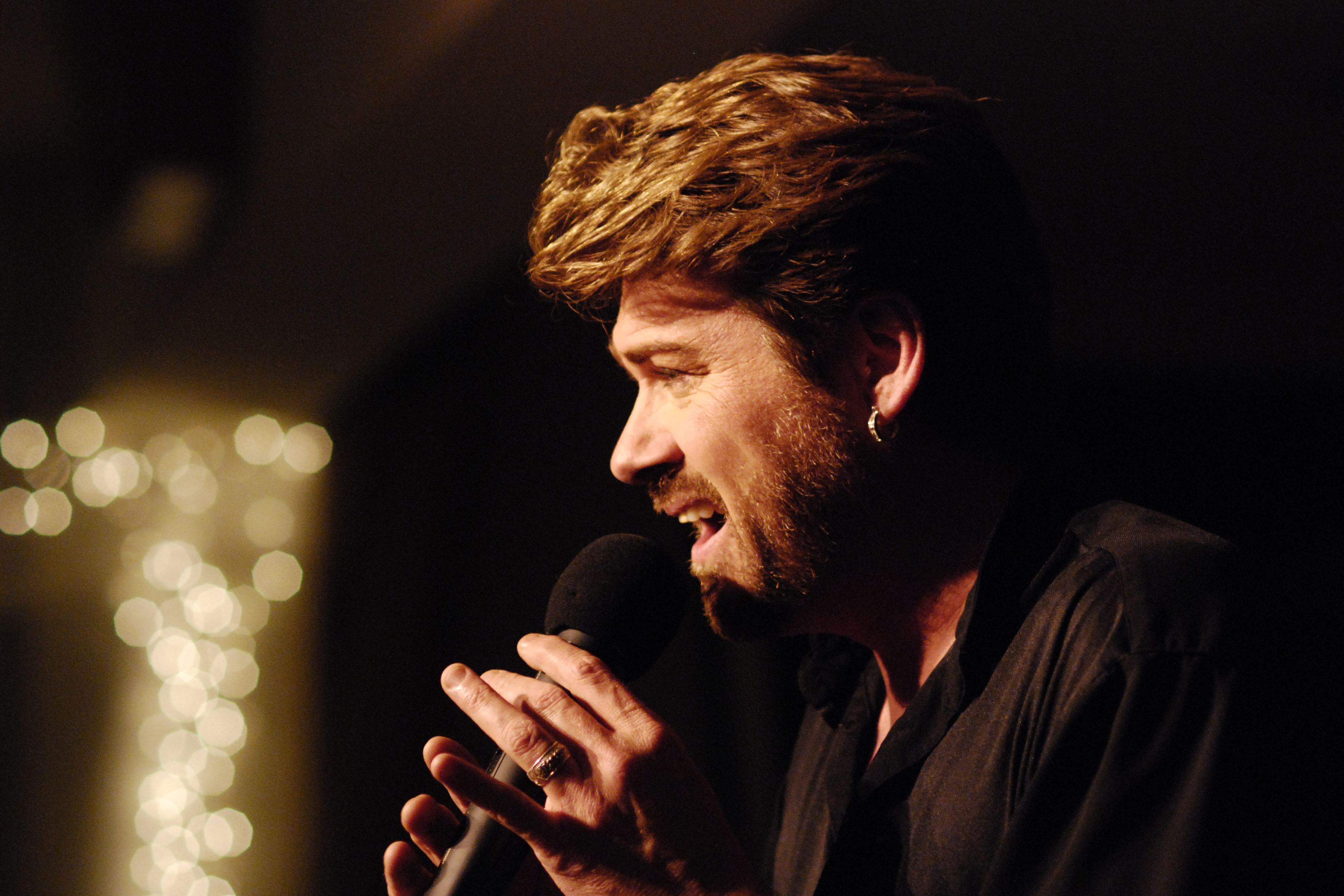
ジョージ・マイケル
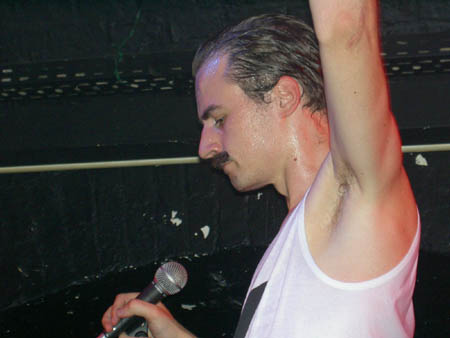
フレディ・マーキュリー
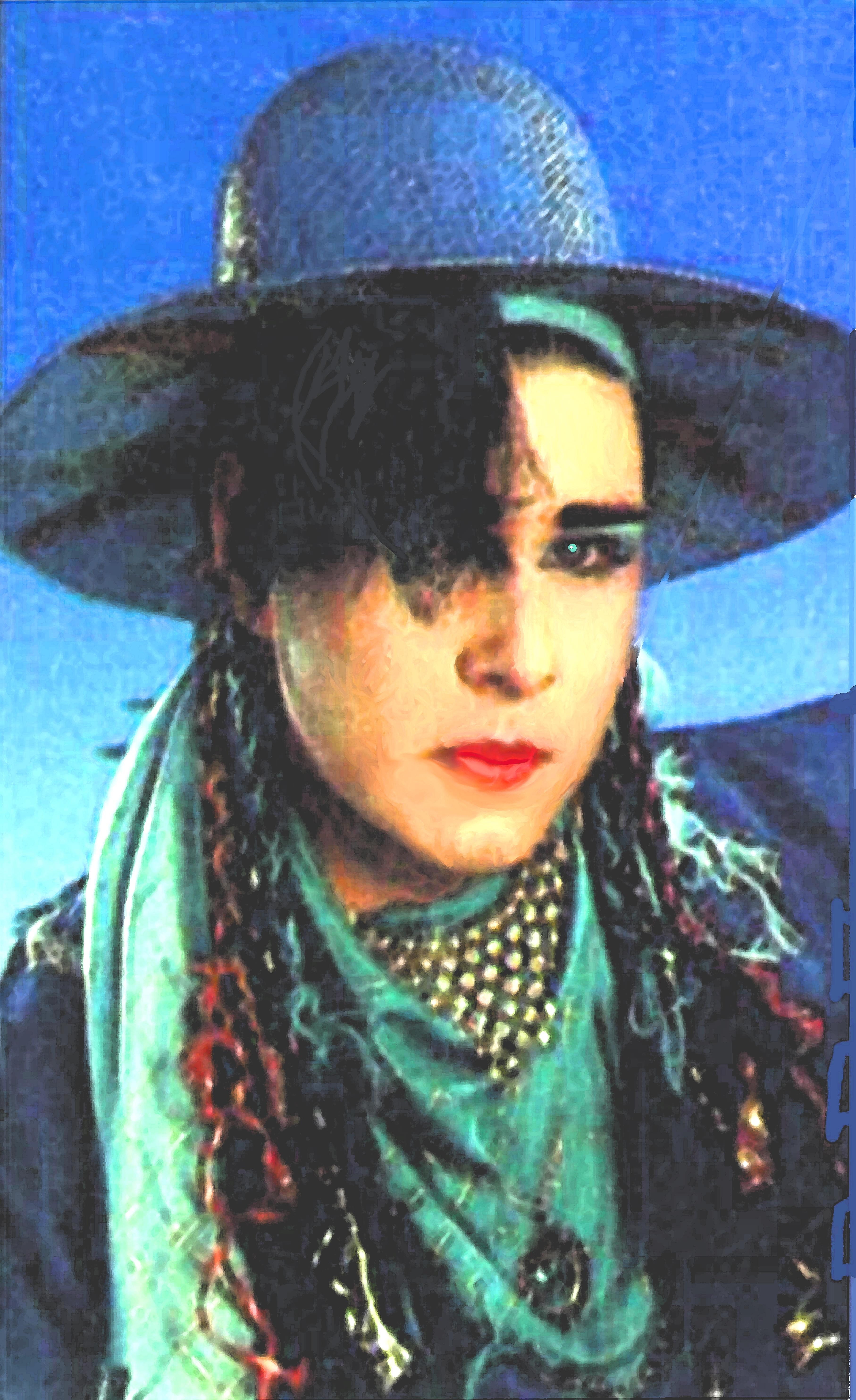
ボーイ・ジョージ
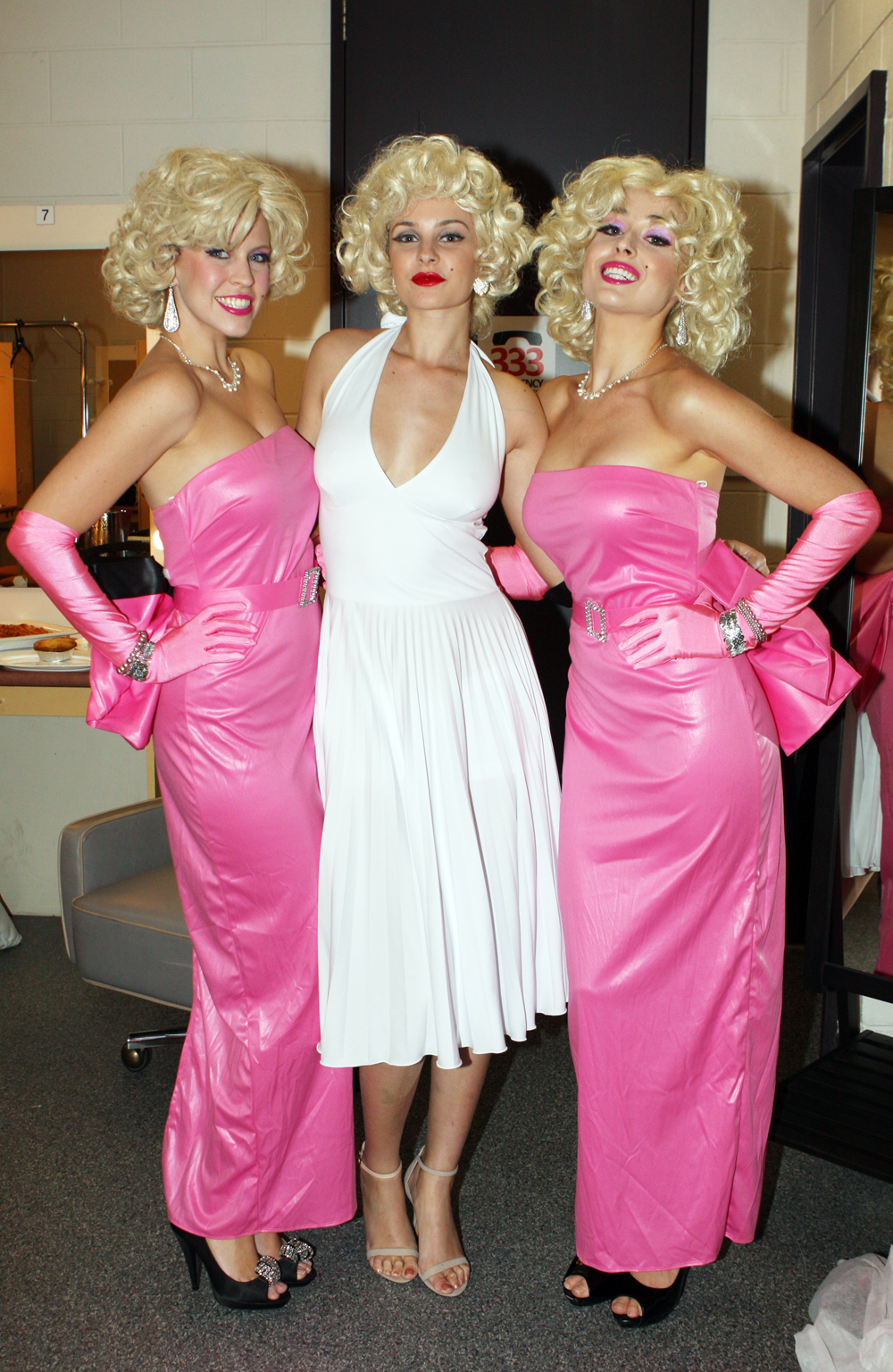
マリリン・モンロー
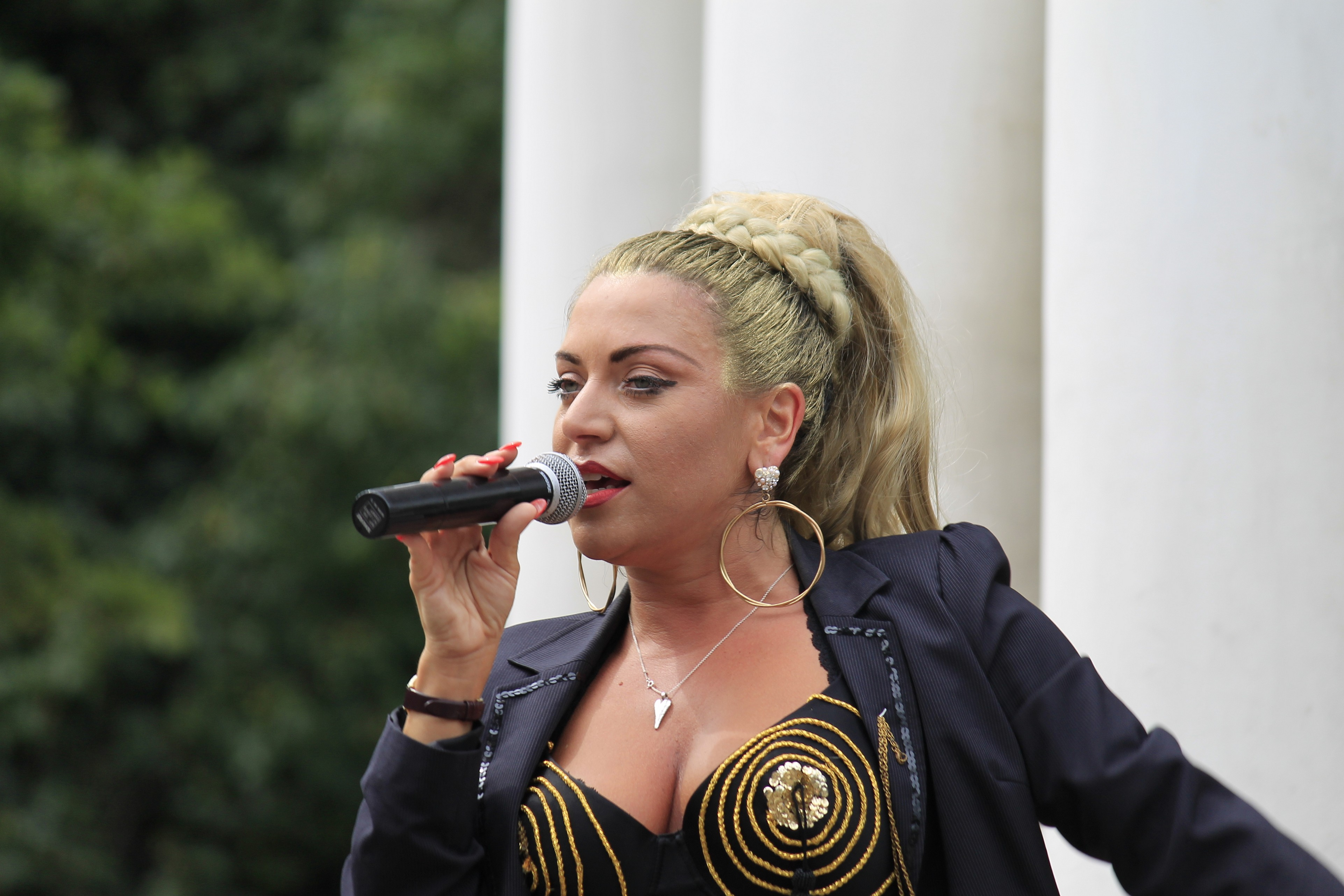
マドンナ
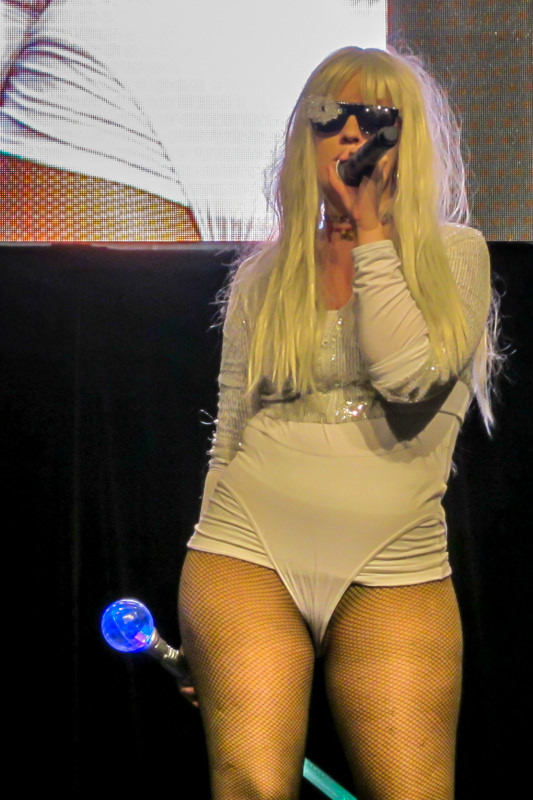
レディー・ガガ
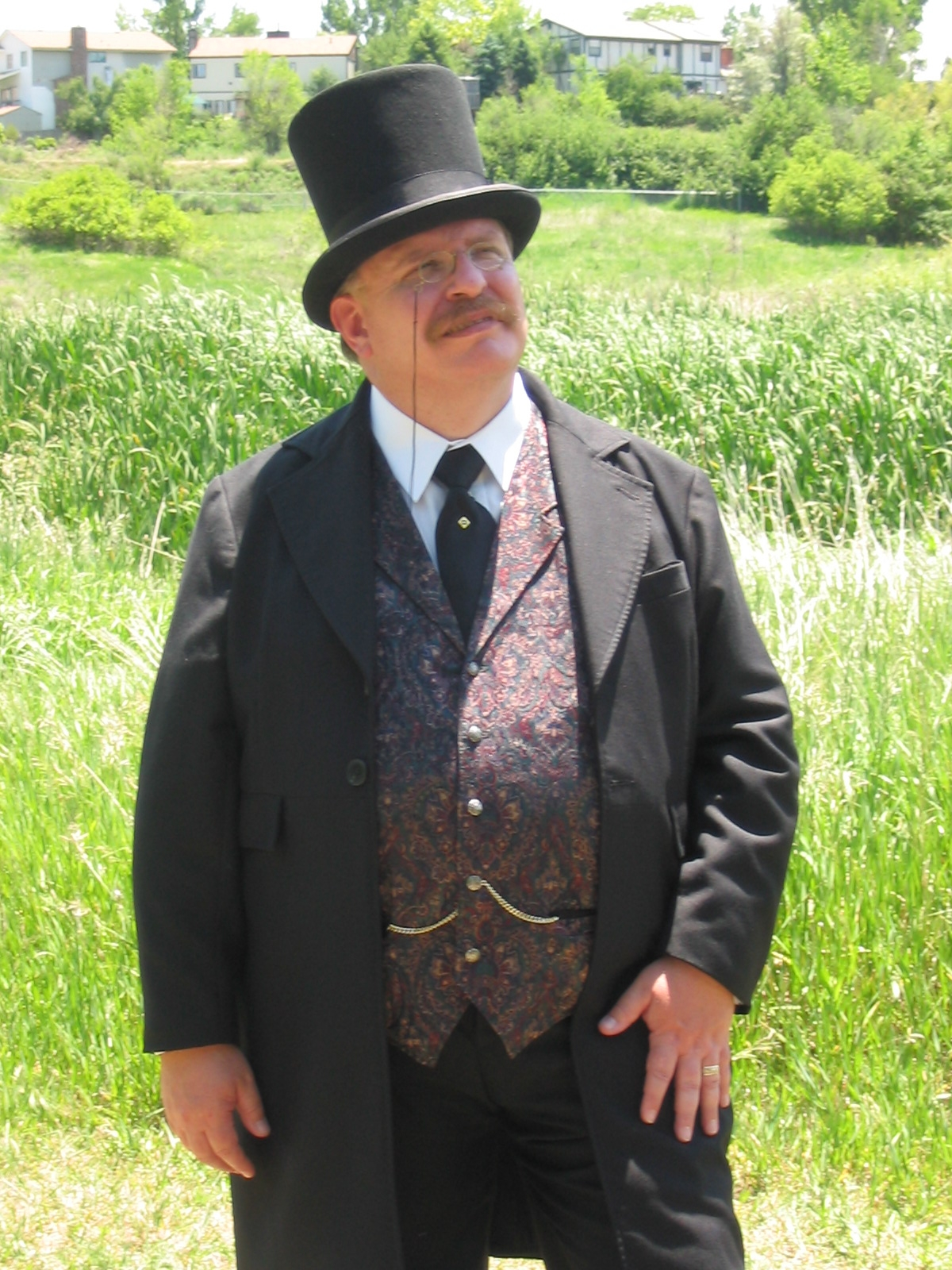
セオドア・ルーズベルト
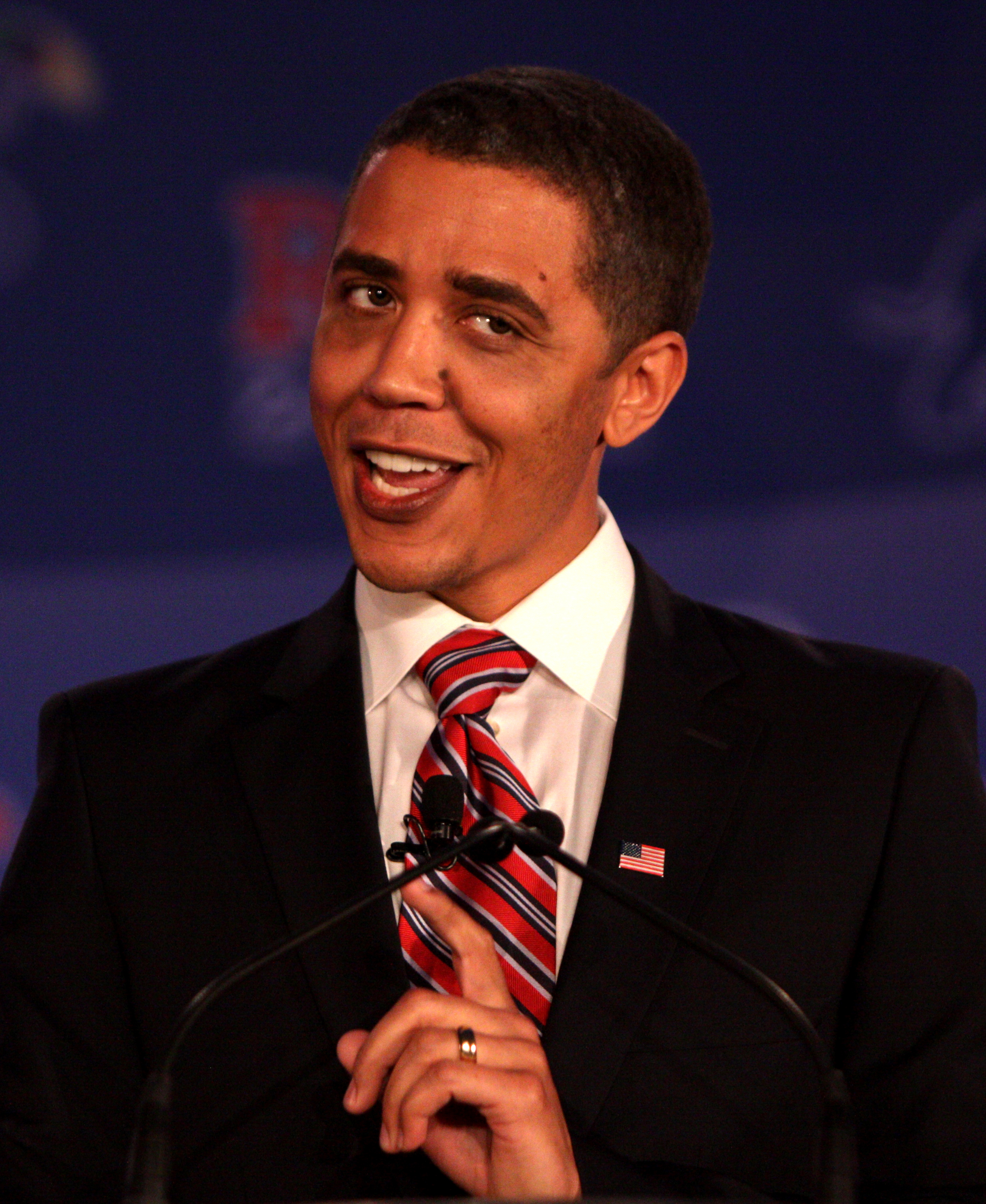
バラク・オバマ
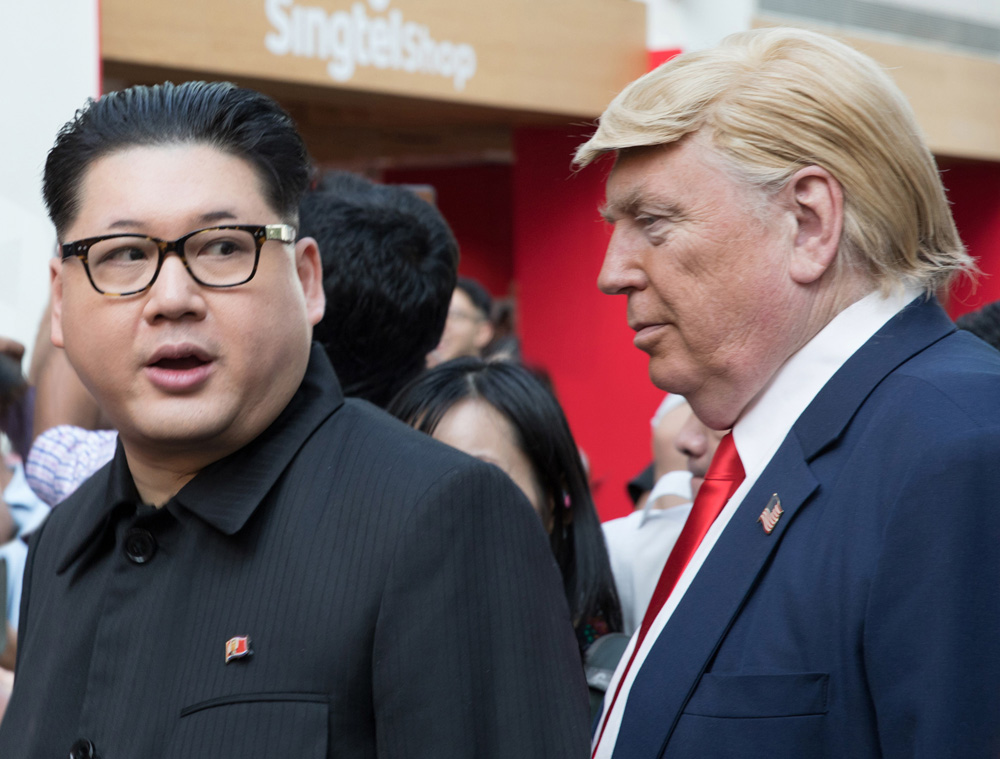
金正恩とドナルド・トランプ

## 分類
ものまねタレントのネタの形態は、以下のように分類される。ただし、複数をこなす場合もある。各分類は、本物に忠実に真似て感嘆を誘うものと、デフォルメやアレンジして笑いを誘うものに大別される。

### 形態模写
視覚的な模倣である。俳優・スポーツ選手・政治家など有名人の見た目や動作などを真似る。

### 声帯模写
音声の模倣である。内容によっては音真似（）とも呼ばれる。以下のようなものを真似る。
- 俳優・スポーツ選手・政治家の声や話し方
- 動物・鳥・虫などの鳴き声
- 電車・自動車・ヘリコプター等の乗り物の音、家電製品の音など